# Вербілеу (комуна)
Вербілеу (рум. Vărbilău) — комуна у повіті Прахова в Румунії. До складу комуни входять такі села (дані про населення за 2002 рік):
- Вербілеу (3812 осіб) — адміністративний центр комуни
- Коцофенешть (935 осіб)
- Лівадя (1113 осіб)
- Поду-Урсулуй (42 особи)
- Пояна-Вербілеу (1306 осіб)

Комуна розташована на відстані 84 км на північ від Бухареста, 28 км на північ від Плоєшті, 58 км на південний схід від Брашова.

## Населення
За даними перепису населення 2002 року у комуні проживали 7208 осіб. Усі жителі комуни рідною мовою назвали румунську.
Національний склад населення комуни:
| Національність | Кількість осіб | Відсоток |
| -------------- | -------------- | -------- |
| румуни         | 6596           | 91,5%    |
| цигани         | 609            | 8,4%     |
| українці       | 2              | < 0,1%   |
| угорці         | 1              | < 0,1%   |

Склад населення комуни за віросповіданням:
| Релігія            | Кількість осіб | Відсоток |
| ------------------ | -------------- | -------- |
| православні        | 7015           | 97,3%    |
| баптисти           | 95             | 1,3%     |
| бретрени           | 52             | 0,7%     |
| адвентисти         | 22             | 0,3%     |
| п'ятдесятники      | 14             | 0,2%     |
| не релігійні       | 2              | < 0,1%   |
| римо-католики      | 1              | < 0,1%   |
| реформати          | 1              | < 0,1%   |
| греко-католики     | 1              | < 0,1%   |
| не вказали релігію | 3              | < 0,1%   |